# Luo Žuej-čching
Luo Žuej-čching (čínsky pchin-jinem Luó Ruìqīng, znaky zjednodušené 罗瑞卿, tradiční 羅瑞卿; 31. května 1906 – 3. srpna 1978) byl čínský komunistický vojevůdce a politik. První ministr veřejné bezpečnosti Čínské lidové republiky. Zúčastnil se Dlouhého pochodu a korejské války.

## Životopis
Luo Žuej-čching narodil se v roce 1906 v prefektuře Nan-čchung v provincii S’-čchuan v Číně. Pocházel z bohaté rodiny a byl nejstarším synem ze šesti dětí. Jeho otec byl závislý na opiu, což nakonec vedlo ke ztrátě většiny rodinného majetku. Celá rodina se proto musela spolehnout na Luovu matku. I přes značné finanční ztráty si však Luova rodina mohla dovolit zaplatit mu kvalitní vzdělání. Roku 1926 vstoupil do Komunistického svazu mládeže a téhož roku nastoupil do vojenské akademie Whampoa (ve čtvrté skupině posluchačů, absolvoval roku 1927). Účastnil se Severního pochodu (kde se seznámil s výše postaveným důstojníkem a komunistou Nie Žung-čenem) a na podzim 1927 nančchangského povstání, po jeho porážce uprchl do Šanghaje a odjel do Sovětského svazu studovat právo na Sunjatsenově univerzitě. Roku 1928 vstoupil do Komunistické strany Číny. Roku 1929 se vrátil do Číny, působil v centrální sovětské oblasti na pomezí provincií Ťiang-si a Fu-ťien jako politický komisař tamních oddílů. Později se roku 1933 stal náčelníkem byra politické bezpečnosti v 1. sboru čínské Rudé armády (velel mu Lin Piao, komisařem byl Nie Žung-čen) a v této funkci se účastnil Dlouhého pochodu.
Studoval na Protijaponské vojenské a politické univerzitě (v první skupině posluchačů) a poté přešel do vedení univerzity, když byl její velitel Lin Piao přeložen k vojskům, převzal její řízení jako zastupující velitel. po odjezdu Žen Pi-š’ho do Moskvy v březnu 1938 ho zastoupil na místě náčelníka politického oddělení 8. pochodové armády (tedy komunistických vojsk na severu Číny). Působil v severočínském (sub)byru KS Číny (kde spolupracoval s Liou Šao-čchim a Pcheng Čenem). Roku 1945 byl na VII. sjezdu KS Číny zvolen kandidátem ústředního výboru. Téhož roku byl přeložen na místo zástupce komisaře a náčelníka politického oddělení vojenského okruhu Ťin-Čcha-Ťi (tedy Šan-si–Čachar–Che-pej, vojska okruhu byla později reorganizována v Severočínskou polní armádu, velitel Nie Žung-čen, Luo Žuej-čching v ní pracoval jako komisař Nové 2. armády) a podílel se dobytí severočínských provincií komunisty.
Po vzniku Čínské lidové republiky na podzim 1949 byl jmenován ministrem veřejné bezpečnosti (do 1959) a členem Lidové revoluční vojenské rady (do 1954). Jako ministr byl zodpovědný za zajištění bezpečnosti stranických vůdců, včetně Mao Ce-tunga. Byl Mao Ce-tungovi loajální, nicméně jeho loajalita nevyplývala z osobních vztahů, ale institucionální podřízenosti, a pokud se dostaly do konfliktu usnesení stranických a vládních orgánů a Maova přání, Luo neváhal Maovi oponovat. Postupně proto ztrácel Maovu důvěru. V roce 1955 byl jmenován jedním z deseti armádních generálů Čínské lidové osvobozenecké armády a roku 1956 se na VIII. sjezdu KS Číny stal členem ústředního výboru.
Roku 1959 byl přeložen na místo náčelníka generálního štábu, současně se stal místopředsedou vlády a členem stálého výboru a generálním sekretářem ústřední vojenské komise Komunistické strany Číny. V září 1962 se upevnilo jeho politické postavení, když byl zvolen členem sekretariátu ústředního výboru. V diskuzích o vojenské politice v letech 1964–1965 se Luo Žuej-čching zastával usmíření se Sovětským svazem, a podporoval Nie Žung-čenovu snahu o modernizaci a profesionalizaci armády ve vědomé opozici proti Lin Piaovu heslu „lidové války“. Luo také nebyl schopen, nebo nechtěl, zajistit v ozbrojených silách podporu pro Maem iniciovanou kampaň „učit se od lidové osvobozenecké armády“. Mao Ce-tung se tak postavil na stranu Lin Piaa a jeho vlivem byl Luo žuej-čching v prosinci 1965 odvolán z generálního štábu i ústřední vojenské komise.
Na jaře roku 1966 byl v počátcích kulturní revoluce spolu Pcheng Čenem, Lu Ting-inem a Jang Šang-kchunem Luo zařazen do takzvané „protistranické skupiny Pcheng-Luo-Lu-Jang“ a její členové tvrdě kritizováni. Dne 16. března 1966 se pokusil spáchat sebevraždu skokem ze třetího patra, ale přežil se dvěma zlomenýma nohama. Společnost to považovala za důkaz jeho viny a Luo byl vystaven další kritice. V roce 1969 mu byla, v důsledku komplikací způsobených pokusem o sebevraždu před třemi lety, amputována noha. Luovi se podařilo přežít kulturní revoluci a nakonec byl v roce 1975 na zasedání ústřední vojenské komise rehabilitován Mao Ce-tungem (jako oponent Lin Piaa, který roku 1971 zemřel na útěku z Číny a poté byl odsouzen jako zrádce).
Roku 1977 byl Luo Žuej-čching na XI. sjezdu KS Číny opětovně zvolen členem ústředního výboru a vrátil se na pozici člena stálého výboru a generálního sekretáře ústřední vojenské komise KS Číny.
Zemřel 3. srpna 1978 během léčby v Německé spolkové republice.  